# Standardamerikanisch
Standardamerikanisch ist die standardisierte Sprachvarietät des amerikanischen Englisch (AmE oder AE) und wird oft in der abgekürzten Form als GA oder GenAm angegeben. Die Sprachform wird – vergleichbar mit dem Hochdeutschen – als neutralster Akzent der Sprache, ohne markante regionale, ethnische oder soziale Besonderheiten, gesehen. Standardamerikanisch ist ein Überbegriff für die Aussprache des amerikanischen Englisch und ist nicht von regionalen Dialekten, Akzenten, Umgangs- und Fachsprachen oder Soziolekten beeinflusst. Standardamerikanisch wird nicht nur in den USA gesprochen, sondern auch in Teilen Kanadas. In zunehmendem Maße wird Standardamerikanisch als Beispielakzent im Englischunterricht für Nichtmuttersprachler verwendet.

## Standardamerikanisch in den Medien

In der markierten Region wird der Akzent, welcher dem Standardamerikanisch am ähnlichsten ist, gesprochen.

Genau wie die Received Pronunciation im britischen Englisch ist das Standardamerikanisch die meist angesehene Form des amerikanischen Englisch. Obwohl Standardamerikanisch nicht der Akzent des ganzen Landes ist, wird es dennoch in vielen amerikanischen Filmen, Serien, Fernsehnachrichten, TV-Werbungen und im Radio gesprochen.
Am nächsten verwandt ist Standardamerikanisch mit dem verallgemeinerten mittwestlichen amerikanischen Akzent, welcher besonders von Nachrichtensprechern gesprochen wird. Aus diesem Grund wird Standardamerikanisch allgemein als „newscaster accent“ (dt. „Nachrichtensprecherakzent“) oder „television English“ (dt. „Fernseh-Englisch“) bezeichnet.

## „General“-, „Eastern“- oder „Western“-Amerikanisch
Allgemein wird der Sprachraum des amerikanischen Englisch in drei Bereiche eingeteilt: „Southern“, „New England“ und „Eastern“ bzw. „General“. Trotzdem sind sich Sprachwissenschaftler nicht einig, ob Standardamerikanisch als traditionelles „General American“ bezeichnet wird oder ob es ein westlicher Akzent ist. Wieder andere Linguisten behaupten, die Aussprache des Standardamerikanischen sei dem nordbritischen Standard ähnlich. Die US-Amerikaner selbst hingegen sind überzeugt, dass „General American“ sich aus mittwestlichen Dialekten entwickelt hat. Hierbei sind Großstädte wie Chicago und Minneapolis ausgenommen, da diese dem Northern cities vowel shift (dt. „Vokalverschiebung nördlicher Städte“) unterzogen wurden. Dass der mittwestliche Dialekt die Basis des Standardamerikanischen bildet, wird ebenfalls der Massenimmigration von Bauern und Landwirten vom mittleren Westen zur Westküste zugeschrieben. Dadurch verbreitete sich der Dialekt weiter in Richtung Westen.